# Endicott (rivière)
La rivière Endicott est un cours d'eau d'Alaska, aux États-Unis situé dans le borough de Haines.

## Description
Longue de 25 milles (40 km), elle prend sa source dans un glacier à 2 milles (3 km) au sud du mont Young, et coule en direction de l'ouest puis de l'est vers le canal Lynn, à 25 milles (40 km) au nord ouest de Juneau.
Son nom lui a été donné en 1880 en souvenir de William Crowninshield Endicott, secrétaire d'état à la guerre sous la présidence de Grover Cleveland.

## Sources
- (en) « Endicott (rivière) », Geographic Names Information System